# Diana Shnaider
Diana Shnaider (en russe Диана Максимовна Шнайдер, Diana Maximovna Schneider), née le 2 avril 2004 à Jigouliovsk, est une joueuse de tennis russe, professionnelle depuis 2022.

## Carrière
Sur le circuit ITF Junior, Diana Shnaider est finaliste en double à Roland-Garros en 2020. L'année suivante, elle est demi-finaliste à Roland-Garros en simple et finaliste de l'Orange Bowl. En double, elle est titrée à Wimbledon avec la Biélorusse Kristina Dmitruk, ainsi qu'à Bradenton et l'Orange Bowl avec la Croate Petra Marčinko. En 2022, remporte l'Open d'Australie en double avec l'Américaine Clervie Ngounoue et l'US Open avec la Tchèque Lucie Havlíčková. En simple, elle est quart de finaliste en Australie en demi-finaliste aux États-Unis. Elle atteint début 2022, le 2e rang mondial junior.
En 2022, chez les professionnels, elle gagne trois titres ITF consécutifs à Oeiras, Shymkent et Istanbul puis elle se révèle au cours de la tournée sud-américaine en remportant son 1er titre en catégorie WTA 125 en novembre 2022 au tournoi de Montevideo.

### 2023. Premiers pas en Grand Chelem, première finale à Ningbo et entrée dans le Top 100
Shnaider fait ses grands débuts en Grand Chelem lors de l'Open d'Australie 2023 après avoir passé 3 tours de qualifications. Elle bat au 1er tour la Slovaque Kristína Kučová (7-6, 7-5) avant de s'incliner ensuite face à la sixième joueuse mondiale, la Grecque Maria Sakkari (6-3, 5-7, 3-6), non sans avoir mené un set à zéro. Elle rentre dans le Top 100 mondial pour la première fois de sa vie à la suite de ce tournoi en atteignant le rang 94. La première tournée américaine sur dur est un échec avec trois défaites en autant de match à Monterrey au premier tour (contre la Belge Elise Mertens) et en qualifications à Indian Wells et Miami.
Elle se révèle à l'aise sur la terre battue américaine de Charleston, sortant l'Américaine Alycia Parks (6-4, 6-3) et la treizième mondiale Veronika Kudermetova sur le même score, ce qui constitue la plus belle victoire de sa jeune carrière à ce moment-là. Elle est effacée au troisième tour par l'ancienne numéro deux Paula Badosa (1-6, 3-6). Disputant pour la première fois les Internationaux de France, elle y glane son premier succès contre la Canadienne Rebecca Marino (6-3, 7-5) avant de tomber sous les coups de la Brésilienne Beatriz Haddad Maia (2-6, 7-5, 4-6), quatorzième mondiale et qui parviendra jusqu'en demi-finale du tournoi.
Elle prolonge la saison sur terre mais perd d'entrée à La Bisbal d'Emporda et en qualifications à Wimbledon. Elle réalise l'exploit à Budapest de sortir la tête de série numéro une, Bernarda Pera (6-4, 7-5) mais retombe dans ses travers contre sa compatriote repêchée Maria Timofeeva (1-6, 1-6), 246e et future vainqueur surprise.
Elle parvient à se défaire d'une autre Russe, Polina Kudermetova (6-0, 4-6, 6-1) à Hambourg et enchaîne contre l'Autrichienne Julia Grabher (6-4, 6-2). Elle s'offre une deuxième fois Bernarda Pera (6-1, 2-6, 6-4) pour disputer le dernier carré d'un tournoi WTA 250 pour la première fois en carrière. Affrontant une autre surprise du tournoi, l'invitée locale Noma Noha Akugue, 207e, elle déjoue (3-6, 3-6) et s'incline alors qu'elle était favorite. Les semaines suivantes sont compliquées avec une défaite d'entrée à Stanford et Osaka, un échec en qualifications à l'US Open et un deuxième tour à Guangzhou.
Fin septembre, elle rebondit et atteint pour la première fois de sa jeune carrière la finale d'un WTA 250 à Ningbo en Chine. Elle renverse lors de ce tournoi la Néerlandaise Arantxa Rus (3-6, 7-6, 6-3), sa jeune compatriote Kamilla Rakhimova (6-3, 6-2), la tête de série numéro deux Petra Kvitová (6-1, 4-6, 6-3) et une autre jeune espoir du tennis féminin, la Tchèque Linda Fruhvirtová (6-4, 6-1). Opposée à la Tunisienne Ons Jabeur, septième mondiale et finaliste à Wimbledon, elle ne fait pas le poids et échoue aux pieds du titre (2-6, 1-6). Elle continue de performer sur la tournée chinoise avec une sortie des qualifications à Zhengzhou et deux succès contre Zhu Lin (6-4, 6-0) et Nao Hibino (6-0, 7-5) à Nanchang, profitant également de l'abandon de son aînée Vera Zvonareva (6-3, 0-1 ab.), ancienne numéro deux mondiale pour se hisser en demi-finale. Malheureusement pour elle, elle est éliminée aux portes de la finale par la Tchèque Marie Bouzková (6-7, 2-6).

### 2024. Quatre premiers titres WTA, médaille d'argent du double aux Jeux olympiques, entrée dans letop 20
Elle joue cependant une deuxième finale fin janvier 2024, éliminant d'entrée la tête de série numéro un à Hua Hin en Thaïlande, la Polonaise Magda Linette (6-4, 1-6, 6-1), puis sort l'ancienne numéro deux Paula Badosa sur abandon (6-2, 3-4 ab.). Vainqueur facile de la qualifié Dalma Gálfi (6-2, 6-1) puis de la Chinoise Wang Xinyu (6-2, 7-6), elle est opposée à la tenante du titre Zhu Lin. Elle remporte le match en trois manches (6-3, 2-6, 6-1) et s'offre ainsi son premier titre sur le circuit WTA à 19 ans.
En mai 2024, elle remporte le Trophée Clarins, un WTA 125, où elle bat Emma Navarro en finale. Elle parvient ainsi à rentrer pour la première fois de sa carrière dans le top 50.
Début juin, alors que va commencer la saison sur gazon, surface que ne connaît pas encore Shnaider, elle engage Igor Andreev comme coach. Leur troisième tournoi ensemble est, à la fin du mois, Bad Homburg. Shnaider sort l'ancienne numéro un Angelique Kerber (7-5, 6-3), l'Ukrainienne Dayana Yastremska, demi-finaliste en début de saison à l'Open d'Australie (6-2, 6-2), l'ancienne numéro deux Paula Badosa (6-3, 7-6) et, en demi-finale, l'Américaine Emma Navarro (7-5, 2-6, 6-3). En finale, elle vainc la Croate Donna Vekic (6-3, 2-6, 6-3). Shnaider réussit donc ses débuts sur gazon en gagnant son deuxième titre, le premier en WTA 500. Ce succès lui permet d'atteindre la trentième place du classement WTA. Elle remporte un troisième titre moins d'un mois après, à Budapest, le premier sur terre. Tête de série numéro un, elle perd sa seule manche du tournoi contre la locale Fanny Stollár (6-3, 3-6, 6-4) et sort la qualifié Ekaterina Makarova (6-3, 6-3), les Allemandes Ella Seidel (6-4, 6-2) et Eva Lys (6-3, 6-3) ainsi que la Biélorusse Aliaksandra Sasnovich qui perd alors sa cinquième finale en carrière, la première sur terre (6-4, 6-4).

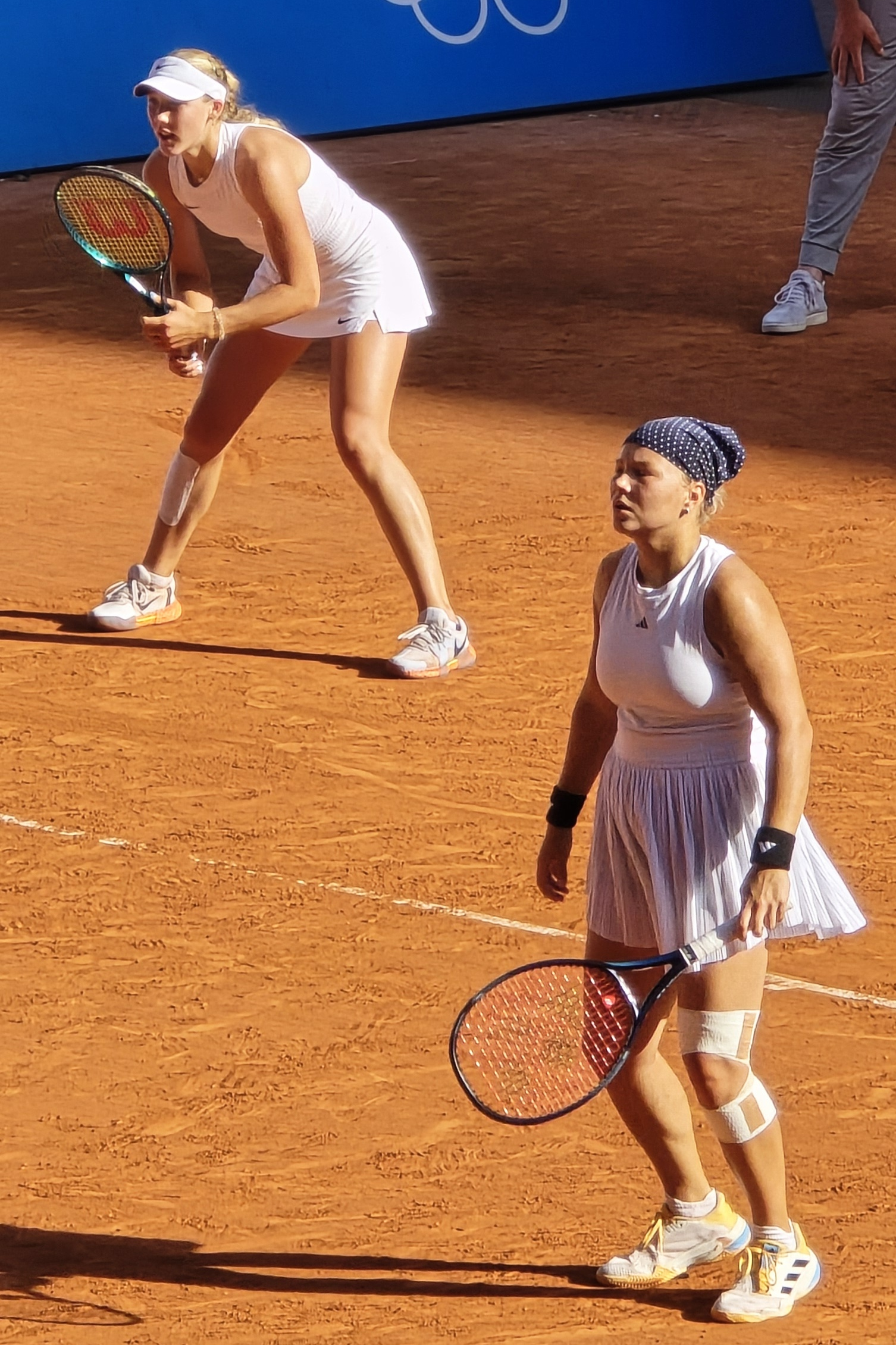
Jeux olympiques 2024. En finale du double avec, à gauche, Mirra Andreeva.

Aux Jeux olympiques, elle sort dès le deuxième tour en simple. En double, elle est associée pour la première fois à Mirra Andreeva. La paire crée la surprise en quart de finale en disposant des Tchèques Barbora Krejčíková et Kateřina Siniaková (6-1, 7-5), toutes deux anciennes no 1 du double, championnes olympiques en titre et favorites pour la médaille d'or. En demi-finale, Andreeva et Shnaider s'imposent facilement face aux Espagnoles Cristina Bucșa et Sara Sorribes Tormo (6-1, 6-2). En finale, opposées aux Italiennes Sara Errani et Jasmine Paolini, elles s'inclinent au super tie-break (6-2, 1-6, [7-10]) et doivent se contenter de la médaille d'argent.
Shnaider part dès la semaine suivante à l'Open du Canada et renverse Magdalena Fręch (2-6, 6-3, 7-6), passant à deux points de perdre le match. Sa victoire contre la numéro deux mondiale Coco Gauff (6-4, 6-1) est la première de sa carrière contre une joueuse membre du Top 10 et lui permet d'accéder pour la première fois de sa vie aux quarts de finale d'un WTA 1000. Elle enchaîne contre la finaliste de l'année passée, sa compatriote Liudmila Samsonova (4-6, 6-1, 6-4), mais connaît la défaite en demi-finale contre la tenante du titre et numéro cinq mondiale Jessica Pegula (4-6, 3-6). Le 12 août, elle entre dans le top 20 (20e). Après Cincinnati, où elle atteint les huitièmes de finale, elle est 18e.
Elle confirme sa bonne saison avec une première accession en deuxième semaine de Grand Chelem à l'US Open et un tableau ouvert où elle sort successivement l'Argentine Nadia Podoroska (6-0, 6-1), la Danoise Clara Tauson (6-4, 6-4) et la vétérane Sara Errani (6-2, 6-2). Elle subit pour son première huitième de finale la loi de la numéro six Jessica Pegula, vainqueur à Montréal et finaliste à Cincinnati (4-6, 2-6). S'envolant fin septembre pour la tournée asiatique, elle s'incline en demi-finale de Séoul contre sa compatriote Daria Kasatkina (3-6, 4-6), tête de série numéro une après avoir sortie Marta Kostyuk (7-6, 6-3) et la qualifiée Canadienne Carol Zhao (6-3, 6-3). Elle se débarrasse la semaine suivante de l'Américaine Sofia Kenin (6-2, 6-3), ancienne numéro quatre mondiale mais se fait renverser de manière spectaculaire au tour suivant par la Polonaise Magdalena Fręch (6-0, 3-6, 4-6) qui rejoint pour la première fois de sa carrière les huitièmes de finale d'un WTA 1000. Elle enchaîne une nouvelle contre-performance à Wuhan en sortant d'entrée contre la Canadienne Leylah Fernandez (7-6, 3-6, 3-6) et une troisième défaite de suite après avoir remporté le premier set à Ningbo contre l'Espagnole Paula Badosa, quart de finaliste à New York et de retour en forme ces derniers mois (6-4, 3-6, 3-6).
Elle parvient facilement en demi-finale de Tokyo, en sortant la Bulgare Viktoriya Tomova (6-2, 6-2) et profitant du forfait de la Japonaise Sayaka Ishii, s'inclinant à ce stade contre la future vainqueur et tête de série numéro un Zheng Qinwen (6-7, 3-6). Le 28 octobre, elle est 14e mondiale. Elle se sépare d'Igor Andreev, et c'est Maxim Shnaider, le père de Diana, qui assure l'intérim en tant qu'entraîneur. Début novembre, à Hong Kong 2 (WTA 250), elle dispose en demi-finale de Leylah Fernandez (6-4, 6-2) avant de dominer en finale Katie Boulter (6-1, 6-2), obtenant ainsi son quatrième titre WTA. Le 4 novembre, elle est 12e mondiale.

### 2025. Deux premiers titres en double à Brisbane et Miami, 1/4 à Rome
Le début de saison de la jeune Russe s'avère beaucoup plus difficile. Elle commence le mois de janvier par une défaite à Brisbane contre l'Ukrainienne Anhelina Kalinina (3-6, 6-4, 1-6). Elle remporte ensuite le double avec sa partenaire Mirra Andreeva. Elle remporte un match en montagnes russes à Adelaïde au premier tour contre la spécialiste de double Katerina Siniakova (6-3, 0-6, 6-0) avant de profiter de l'abandon d'une deuxième Tchèque, l'ancienne numéro six Marketa Vondrousova qui jette l'éponge après avoir remporté la première manche (4-6, 1-1 ab.). Elle cède dans un match accroché en trois sets en quarts contre la Kazakh Yulia Putintseva (6-7, 7-6, 4-6). Elle parvient pour la première fois de sa carrière au troisième tour à l'Open d'Australie, sortant l'Italienne Elisabetta Cocciaretto (7-6, 6-4) et la locale invitée Ajla Tomljanović (6-4, 7-5) qui n'a jamais dépassé le deuxième tour en dix participations. Elle échoue cependant à ce stade, sortie dans un duel serré par la Croate Donna Vekić (6-7, 7-6, 5-7), demi-finaliste du précédent Wimbledon. 
Elle subit une deuxième défaite consécutive contre l'Américaine Alycia Parks (4-6, 6-7) à Doha, et gagne son seul match de la tournée arabe face à la Polonaise Magdalena Fręch (6-2, 6-2), pour sa première participation au tournoi de Dubaï, confirmant ses difficultés en ce début d'année, et sortie au tour suivant par une autre jeune joueuse, la Tchèque Linda Nosková (6-7, 6-4, 3-6). Elle s'envole pour la tournée américaine et renverse après un début de match catastrophique sa compatriote qualifiée Tatiana Prozorova Barkova (0-6, 6-2, 7-5) mais ne parvient pas à enchaîner, sortie par la vétérane Roumaine Sorana Cîrstea (3-6, 6-2, 4-6) à Merida. Elle parvient pour la première fois de sa carrière au troisième tour à Indian Wells après une victoire expéditive sur l'invitée Américaine Alycia Parks (6-1, 6-1), cédant contre une autre invitée, la Suissesse Belinda Bencic, titrée à Abou Dhabi et de retour après une grossesse (4-6, 4-6), puis sort dès son entrée à Miami, battue par sa compatriote Anna Blinkova (4-6, 6-7). Dans le double de Miami, Shnaider et Andreeva remportent leur deuxième titre en s'imposant en finale devant Cristina Bucșa et Miyu Kato (6-3, 65-7 [10-2]). Le 31 mars, elles entrent toutes deux dans le top 20 du double : Shnaider est 14e.
Elle commence sa saison sur terre à Charleston et affronte deux de ses compatriotes, Polina Kudermetova qu'elle sort (6-3, 6-2) et Ekaterina Alexandrova contre qui elle s'incline sèchement (2-6, 1-6).
En simple, les trois premiers mois de la saison 2025 de Shnaider ne sont guère convaincants,. Elle piétine à la 13e place. Sa meilleure performance est un quart de finale à Adélaïde. Ce qui contraste avec une année 2024 où elle a conquis quatre titres et s'est élevée de la 108e à la 12e place. En avril 2025, elle engage comme coach l'ancienne numéro un mondiale Dinara Safina. Elle renverse à Stuttgart l'ancienne Top 10 Veronika Kudermetova (5-7, 6-2, 6-3) mais perd une nouvelle fois au second tour contre la Belge Elise Mertens en deux manches (2-6, 6-7). Elle remporte ensuite son premier match en carrière à Madrid contre Katie Volynets (6-1, 6-2) puis écrase la Lettone Anastasija Sevastova, qui revient sur le circuit sans laisser aucun jeu à son adversaire (6-0, 6-0). Elle offre une belle prestation en huitièmes contre la triple tenante du titre à Roland Garros, Iga Świątek malgré un début de match catastrophique (0-6, 7-6, 4-6). Sur sa lancée, elle inflige une nouvelle victoire écrasante à Caroline Dolehide (6-0, 6-0) puis enchaîne en écartant Jaqueline Cristian (6-3, 6-3) et la Belge Elise Mertens (6-2, 6-3) vainqueur de la tête de série numéro trois Jessica Pegula au tour précédent, pour jouer son deuxième quart de finale en WTA 1000. Elle arrache la première manche contre Jasmine Paolini, locale et finaliste à Roland Garros l'année passée, mais cède en trois manches (7-6, 4-6, 2-6). En double, la paire Shnaider-Andreeva s'incline en demi-finale devant Sara Errani et Jasmine Paolini (4-6, 4-6). Le 19 mai, Shnaider entre dans le top 10 du double (10e). Elle affronte à Roland Garros deux Ukrainiennes, la qualifiée Anastasiia Sobolieva (7-6, 6-2) et Dayana Yastremska contre qui elle s'incline (5-7, 5-7).
Elle réussit à parvenir jusqu'en quarts au Queen's qui fait son retour dans le calendrier pour la première fois depuis cinquante ans, dominant une nouvelle fois Magdalena Fręch (6-4, 6-1) et numéro une britannique Katie Boulter (2-6, 6-3, 6-2) avant d'être battue par Madison Keys, vainqueure de son premier titre en Grand Chelem en début de saison à l'Open d'Australie (6-2, 3-6, 4-6) malgré un bon début de match. Elle tombe la Croate Donna Vekić, demi-finaliste l'année passée au Temple (6-2, 6-4) à Berlin mais s'incline contre la tenante du titre du Grand Chelem londonien, Markéta Vondroušová (3-6, 7-6, 3-6). Elle voit Donna Vekić se venger à Bad Homburg (3-6, 3-6). Elle gagne un match à Wimbledon contre la Japonaise Moyuka Uchijima (7-6, 6-3) mais s'incline dès le deuxième tour à Wimbledon face à Diane Parry (4-6, 1-6).

## Palmarès WTA

### Titres en simple dames
| No | Date       | Nom et lieu du tournoi                             | Catégorie | Dotation  | Surface      | Finaliste             | Score         |          |
| -- | ---------- | -------------------------------------------------- | --------- | --------- | ------------ | --------------------- | ------------- | -------- |
| 1  | 29-01-2024 | Thailand Open, Hua Hin                             | WTA 250   | 267 082 $ | Dur (ext.)   | Zhu Lin               | 6-3, 2-6, 6-1 | Parcours |
| 2  | 23-06-2024 | Bad Homburg Open powered by Solarwatt, Bad Homburg | WTA 500   | 922 573 $ | Gazon (ext.) | Donna Vekić           | 6-3, 2-6, 6-3 | Parcours |
| 3  | 15-07-2024 | Hungarian Grand Prix, Budapest                     | WTA 250   | 267 082 $ | Terre (ext.) | Aliaksandra Sasnovich | 6-4, 6-4      | Parcours |
| 4  | 28-10-2024 | Hong Kong tennis Open, Hong Kong                   | WTA 250   | 267 082 $ | Dur (ext.)   | Katie Boulter         | 6-1, 6-2      | Parcours |

### Finale en simple dames
| No | Date       | Nom et lieu du tournoi | Catégorie | Dotation  | Surface    | Vainqueure | Score    |          |
| -- | ---------- | ---------------------- | --------- | --------- | ---------- | ---------- | -------- | -------- |
| 1  | 25-09-2023 | Ningbo Open, Ningbo    | WTA 250   | 259 303 $ | Dur (ext.) | Ons Jabeur | 6-2, 6-1 | Parcours |

### Titres en double dames
| No | Date       | Nom et lieu du tournoi                  | Catégorie | Dotation    | Surface    | Partenaire     | Finalistes                    | Score             |          |
| -- | ---------- | --------------------------------------- | --------- | ----------- | ---------- | -------------- | ----------------------------- | ----------------- | -------- |
| 1  | 29-12-2024 | Brisbane International by Evie Brisbane | WTA 500   | 1 520 600 $ | Dur (ext.) | Mirra Andreeva | Priscilla Hon Anna Kalinskaya | 7-66, 7-5         | Parcours |
| 2  | 18-03-2025 | Miami Open presented by Itaú Miami      | WTA 1000  | 8 963 700 $ | Dur (ext.) | Mirra Andreeva | Cristina Bucșa Miyu Kato      | 6-3, 65-7, [10-2] | Parcours |

### Finales en double dames
| No | Date       | Nom et lieu du tournoi            | Catégorie     | Dotation    | Surface      | Vainqueures                   | Partenaire     | Score             |          |
| -- | ---------- | --------------------------------- | ------------- | ----------- | ------------ | ----------------------------- | -------------- | ----------------- | -------- |
| 1  | 27-07-2024 | Summer Olympic Tennis Event Paris | J. olympiques | NC          | Terre (ext.) | Sara Errani · Jasmine Paolini | Mirra Andreeva | 2-6, 6-1, [10-7]  | Parcours |
| 2  | 09-06-2025 | The HSBC Championships Londres    | WTA 500       | 1 064 510 $ | Gazon (ext.) | Asia Muhammad Demi Schuurs    | Anna Danilina  | 7-5, 63-7, [10-4] | Parcours |

### Titres en simple en WTA 125
| No | Date       | Nom et lieu du tournoi      | Catégorie | Dotation  | Surface      | Finaliste       | Score         |          |
| -- | ---------- | --------------------------- | --------- | --------- | ------------ | --------------- | ------------- | -------- |
| 1  | 22-11-2022 | Montevideo Open, Montevideo | WTA 125   | 115 000 $ | Terre (ext.) | Léolia Jeanjean | 6-4, 6-4      | Parcours |
| 2  | 13-05-2024 | Trophée Clarins, Paris      | WTA 125   | 115 000 $ | Terre (ext.) | Emma Navarro    | 6-2, 3-6, 6-4 | Parcours |

### Finale en simple en WTA 125
| No | Date       | Nom et lieu du tournoi                 | Catégorie | Dotation  | Surface    | Vainqueure             | Score    |          |
| -- | ---------- | -------------------------------------- | --------- | --------- | ---------- | ---------------------- | -------- | -------- |
| 1  | 11-03-2024 | Fifth Third Charleston 125, Charleston | WTA 125   | 115 000 $ | Dur (ext.) | Elisabetta Cocciaretto | 6-3, 6-2 | Parcours |

### Titre en double en WTA 125
| No | Date       | Nom et lieu du tournoi                                   | Catégorie | Dotation  | Surface      | Partenaire        | Finalistes                     | Score     |          |
| -- | ---------- | -------------------------------------------------------- | --------- | --------- | ------------ | ----------------- | ------------------------------ | --------- | -------- |
| 1  | 05-06-2023 | Open Internacional Femeni Solgironès La Bisbal d'Empordà | WTA 125   | 115 000 $ | Terre (ext.) | Caroline Dolehide | Aliona Bolsova Rebeka Masarova | 7-65, 6-3 | Parcours |

## Parcours en Grand Chelem

### En simple dames
| Année | Open d'Australie | Open d'Australie | Internationaux de France | Internationaux de France | Wimbledon      | Wimbledon    | US Open       | US Open        |
| ----- | ---------------- | ---------------- | ------------------------ | ------------------------ | -------------- | ------------ | ------------- | -------------- |
| 2023  | 2e tour (1/32)   | María Sákkari    | 2e tour (1/32)           | Beatriz Haddad Maia      | Q2             | Anna Brogan  | Q2            | Elsa Jacquemot |
| 2024  | 1er tour (1/64)  | Jasmine Paolini  | 1er tour (1/64)          | Chloé Paquet             | 3e tour (1/16) | Emma Navarro | 1/8 de finale | Jessica Pegula |
| 2025  | 3e tour (1/16)   | Donna Vekić      | 2e tour (1/32)           | Dayana Yastremska        | 2e tour (1/32) | Diane Parry  |               |                |

N.B. : à droite du résultat se trouve le nom de l'ultime adversaire.

### En double dames
| 2024 | 1/8 de finale E. Navarro \|\| style="text-align:left;" \| B. Krejčíková L. Siegemund | 1/4 de finale E. Navarro \|\| style="text-align:left;" \| S. Errani J. Paolini | 2e tour (1/16) E. Vesnina \|\| style="text-align:left;" \| A. Muhammad A. Sutjiadi | 1er tour (1/32) L. Nosková \|\| style="text-align:left;" \| H. Dart D. Parry |  |
| 2025 | 1/2 finale M. Andreeva \|\| style="text-align:left;" \| K. Siniaková T. Townsend     | 1/2 finale M. Andreeva \|\| style="text-align:left;" \| S. Errani J. Paolini   | 1/8 de finale M. Andreeva \|\| style="text-align:left;" \| S. Cîrsea A. Kalinskaya |                                                                              |  |

N.B. : le nom de la partenaire se trouve sous le résultat ; les noms des ultimes adversaires se trouvent à droite.

## Parcours en WTA 1000
Les tournois WTA « Premier Mandatory » et « Premier 5 » (entre 2009 et 2020) et WTA 1000 (à partir de 2021) constituent les catégories d'épreuves les plus prestigieuses, après les quatre levées du Grand Chelem. 

De 2009 à 2023, les tournois Premier Mandatory (dits tournois WTA 1000 obligatoires entre 2021 et 2023) regroupent Indian Wells, Miami, Madrid et Pékin, les autres constituant les tournois Premier 5 (tournois WTA 1000 non-obligatoires). À partir de 2024, le nombre de tournois WTA 1000 passe à 10 par saison (fin de l’alternance Doha / Dubaï), ces derniers devenant tous obligatoires et offrant tous 1000 points à la vainqueure (contre 900 points précédemment pour les tournois Premier 5).

### En simple dames
| Année |       |                             |                           |                           |                            |                             |                          |                            |                            |                         |                              |                              |
| Doha  | Dubaï | Indian Wells                | Miami                     | Madrid                    | Rome                       | Canada                      | Cincinnati               | Pékin                      | Wuhan                      | Wuhan                   |                              |                              |
| Doha  | Dubaï | Indian Wells                | Miami                     | Madrid                    | Rome                       | Canada                      | Cincinnati               | Pékin                      | Wuhan                      | Wuhan                   |                              |                              |
| Doha  | Dubaï | Indian Wells                | Miami                     | Madrid                    | Rome                       | Canada                      | Cincinnati               | Pékin                      | Wuhan                      | Wuhan                   |                              |                              |
| 2024  |       | 1er tour (1/32) E. Andreeva |                           | 2e tour (1/32) M. Sákkari | 2e tour (1/32) M. Keys     | 1er tour (1/64) A. Potapova | 3e tour (1/16) P. Badosa | 1/2 finale J. Pegula       | 3e tour (1/8) L. Fernandez | 3e tour (1/16) M. Fręch | 1er tour (1/32) L. Fernandez | 1er tour (1/32) L. Fernandez |
| 2025  |       | 1er tour (1/32) A. Parks    | 2e tour (1/16) L. Nosková | 3e tour (1/16) B. Bencic  | 2e tour (1/32) A. Blinkova | 4e tour (1/8) I. Swiatek    | 1/4 de finale J. Paolini | 2e tour (1/32) M. Bouzková | 2e tour (1/32) Yuan Y.     |                         |                              |                              |

Sous le résultat, l’ultime adversaire.
1. 1 2   Les tournois de Doha et Dubaï alternent le statut de tournoi WTA 1000 (ex Premier 5) entre 2009 et 2023 : les trois premières éditions ont lieu à Dubaï, les trois suivantes à Doha, puis Dubaï accueille le tournoi de cette catégorie les années impaires et Dubaï les années paires. De 2011 à 2023, la ville qui n’accueille pas de WTA 1000 organise à la place un tournoi WTA 500 (ex Premier).
2. 1 2 3 4 5 6   L’ordre de déroulement des tournois a évolué depuis 2009 : Rome se dispute avant Madrid et Cincinnati avant Montréal/Toronto jusqu’en 2010, tandis que Tokyo (2009-2013)-Wuhan (2014-2019, 2024-)-Guadalajara (2022-2023) ont lieu avant Pékin jusqu’en 2023.

## Parcours aux Jeux olympiques

### En simple dames
| # | Date       | Nom de l'olympiade         | Surface             | Résultat       | Ultime adversaire | Score    |          |
| - | ---------- | -------------------------- | ------------------- | -------------- | ----------------- | -------- | -------- |
| 1 | 27/07/2024 | Olympic Tennis Event Paris | Terre battue (ext.) | 2e tour (1/16) | Wang Xiyu         | 6-3, 6-1 | Parcours |

### En double dames
| # | Date       | Nom de l'olympiade         | Surface             | Résultat | Partenaire     | Ultimes adversaires           | Score            |          |
| - | ---------- | -------------------------- | ------------------- | -------- | -------------- | ----------------------------- | ---------------- | -------- |
| 1 | 27/07/2024 | Olympic Tennis Event Paris | Terre battue (ext.) | Argent   | Mirra Andreeva | Sara Errani · Jasmine Paolini | 2-6, 6-1, [10-7] | Parcours |

## Classements WTA en fin de saison
| Année          | 2021 | 2022 | 2023 | 2024 |
| Rang en simple | 1065 | 182  | 60   | 13   |
| Rang en double | 1672 | 288  | 206  | 50   |

Source : (en) Classements de Diana Shnaider sur le site officiel de la Fédération internationale de tennis

## Records et statistiques

### Victoires sur le top 10
Toutes ses victoires sur des joueuses classées dans le top 10 de la WTA lors de la rencontre.
| Légende         |
| Grand Chelem    |
| Masters         |
| Jeux olympiques |
| WTA 1000        |
| WTA 500         |
| WTA 250         |
| Fed Cup         |

| # |       |  | Tournoi | Année | Surface |  | Adversaire | Rang | Tour | Score    | Tableau |
| - | ----- |  | ------- | ----- | ------- |  | ---------- | ---- | ---- | -------- | ------- |
| 1 | no 24 |  | Toronto | 2024  | Dur     |  | Coco Gauff | no 2 | 1/8  | 6-4, 6-1 | Tableau |